# Jacques Rancière
Jacques Rancière (født 1940) er en fransk filosof. Han er professor ved European Graduate School i Saas-Fee og professor emeritus ved Université de Vincennes (også kaldet Paris VIII). Han blev kendt i offentligheden, som en del af forfatterkollektivet omkring Lire le Capital (At læse Kapitalen) (1968) under ledelse af den marxistiske filosof Louis Althusser.

## Værk
Rancière bidrog til det vigtige værk At læse Kapitalen (hans bidrag er dog ikke med i fx den engelske oversættelse), skrevet under ledelse af Althusser, før han offentlig brød med ham på grund af hans holdning til studenteroprøret i Paris, også kaldet Majrevolten 1968. Rancière mente ikke, at Althussers teoretiske standpunkter gav rum for spontane folkelige oprør. 
Siden da har Rancière forladt den sti, hans lærer udstak, og udgivet en stribe af værker, der undersøger de begreber, der udgør vores forståelse af politisk diskurs; heriblandt ideologi og proletariat. Han har søgt at finde ud af, hvorvidt arbejderklassen faktisk findes, og hvordan arbejderne, som tænkere Althusser altid refererede til, indgår i en relation til viden. Han undersøgte især grænserne for filosoffernes viden om proletariatet. Et eksempel på dette arbejde er bogen Le philosophe et ses pauvres (Filosoffen og hans fattige, 1983), der dog ikke er oversat til dansk. Den findes på engelsk.

## Den uvidende lærer
Bogen Den uvidende lærer – fem lektioner i intellektuel emancipation (fr: Le Maître ignorant: Cinq leçons sur l'émancipation intellectuelle, 1987) blev oversat til dansk i 2007. Den er skrevet for undervisere og kommende undervisere. I bogen udfordrer Rancière, gennem historien om Joseph Jacotot, sine læsere til at betragte lighed som et udgangspunkt, snarere end et endemål. Han beder undervisere om at forlade idéerne om kulturel utilstrækkelighed og frelse, der gennemtrænger undervisningsretorikken i dag. Ud fra præmisserne, at alle er lige intelligente, og at enhver kollektiv undervisning, der bygger på dette princip, kan skabe viden, hævder Rancière, at fattige og u(nder)priviligerede er i stand til at lære sig selv, hvad de måtte ønske at vide. I forlængelse heraf fremfører han, at alle kan lede, og mener ikke, at de undertrykte bør føle sig bundet til eksperter eller afhængige af andre for at opnå intellektuel emancipation. Snarere end at agere vidende mestre, der kan guide elever og studerende mod foreskrevne og fremmedgørende endemål, bør undervisere derfor, ifølge Rancière, kanalisere den lige intelligens mod intellektuel vækst i et uendeligt antal retninger. Underviseren, eller mesteren, behøver således ikke at vide noget konkret - og hun eller han kan altså være uvidende.